# Lanouaille
Lanouaille is een gemeente in het Franse departement Dordogne (regio Nouvelle-Aquitaine). De plaats maakt deel uit van het arrondissement Nontron. Lanouaille telde op 1 januari 2022 938 inwoners.

## Geografie
De oppervlakte van Lanouaille bedraagt 23,78 km², de bevolkingsdichtheid is 41 inwoners per km² (per 1 januari 2019).
De onderstaande kaart toont de ligging van Lanouaille met de belangrijkste infrastructuur en aangrenzende gemeenten.

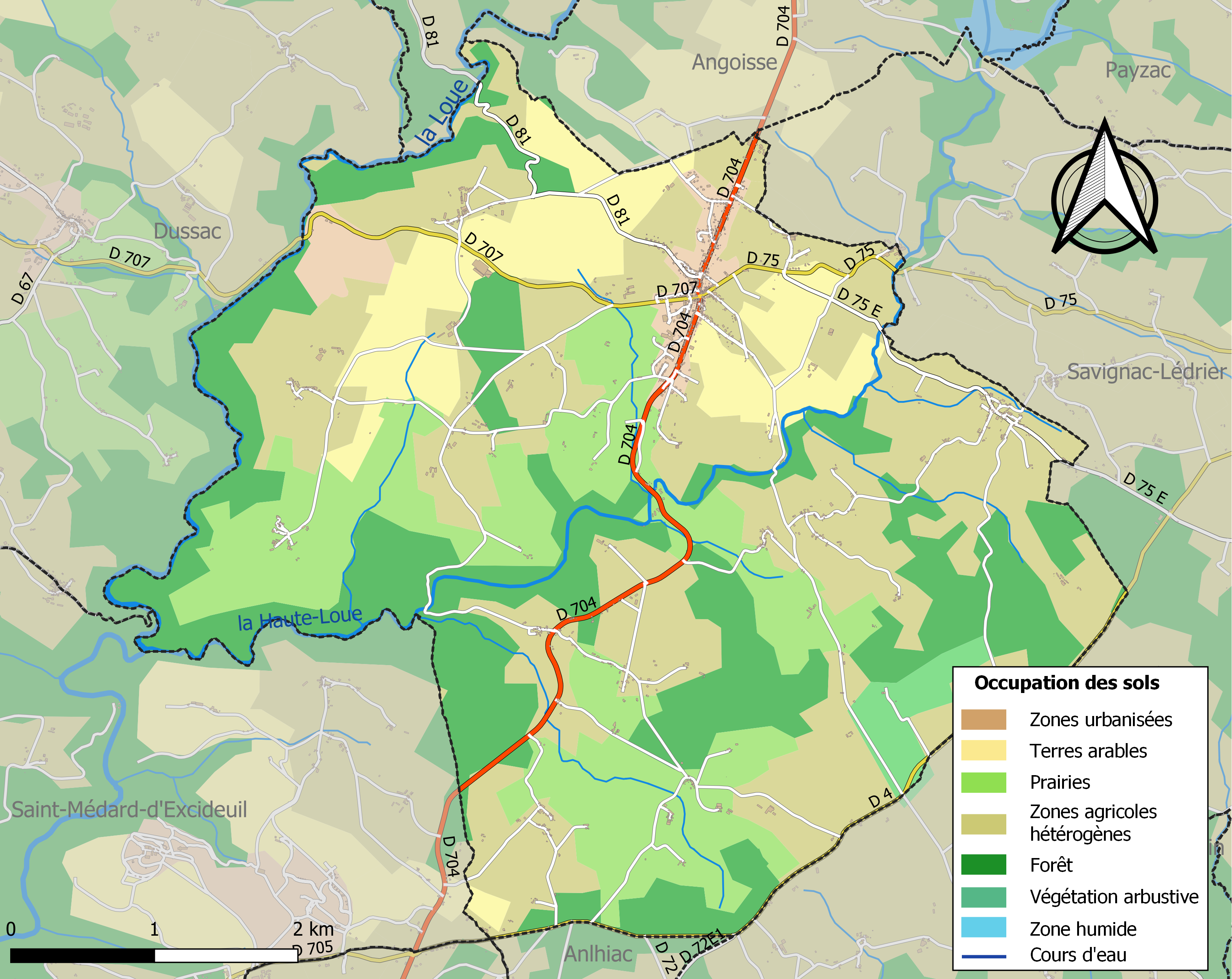

## Demografie
Onderstaande figuur toont het verloop van het inwonertal (bron: INSEE-tellingen).